# Vitnyéd-Csermajor megállóhely
Vitnyéd-Csermajor megállóhely egy Győr-Moson-Sopron vármegyei vasúti megállóhely Vitnyéd településen, a GYSEV üzemeltetésében. A település belterületének délkeleti szélén helyezkedik el, közúti elérését csak önkormányzati utak biztosítják.

## Vasútvonalak
A megállóhelyet az alábbi vasútvonalak érintik:
- Győr–Sopron-vasútvonal

## Kapcsolódó állomások
A megállóhelyhez az alábbi állomások vannak a legközelebb:
- Kapuvár vasútállomás (Győr vasútállomás, Győr–Sopron-vasútvonal)
- Petőháza vasútállomás (Sopron vasútállomás, Győr–Sopron-vasútvonal)

## Forgalom
| Járat        | Útvonal | Gyakoriság   |
| ------------ | --- | ------------ |
| személyvonat | Győr – Ikrény – Rábapatona – Enese – Kóny – Csorna – Farád – Rábatamási – Szárföld – Veszkény – Kapuvár – Vitnyéd-Csermajor – Petőháza – Fertőszentmiklós (– Pinnye – Fertőboz) – Sopron | 1-2 óránként |